# Dolica
 Dolica   (olaszul: Dolizza) falu Horvátországban, Isztria megyében. Közigazgatásilag Barbanhoz tartozik.

## Fekvése
Az Isztria délkeleti részén, Pólától 36 km-re északkeletre, községközpontjáról 10 km-re északra, a Raša völgyétől nyugatra fekszik.

## Története
A falunak 1880-ban 151, 1910-ben 97 lakosa volt. Az első világháború után Olaszországhoz került. Az Isztria az 1943-as olasz kapituláció után szabadult meg az olasz uralomtól. A második világháború után Jugoszlávia, majd Jugoszlávia felbomlása után 1991-ben a független Horvátország része lett.

## Nevezetességei
A falu északi részén áll Szűz Mária tiszteletére szentelt plébániatemploma a 18. században épült. Keletelt, egyhajós, négyszög alaprajzú épület, szentélyét a hajótól diadalív választja el. Oltárán Szűz Mária szobra látható.

## Lakosság
| Lakosság változása | Lakosság változása | Lakosság változása | Lakosság változása | Lakosság változása | Lakosság változása | Lakosság változása | Lakosság változása | Lakosság változása | Lakosság változása | Lakosság változása | Lakosság változása | Lakosság változása | Lakosság változása | Lakosság változása | Lakosság változása |
| ------------------ | ------------------ | ------------------ | ------------------ | ------------------ | ------------------ | ------------------ | ------------------ | ------------------ | ------------------ | ------------------ | ------------------ | ------------------ | ------------------ | ------------------ | ------------------ |
| 1857               | 1869               | 1880               | 1890               | 1900               | 1910               | 1921               | 1931               | 1948               | 1953               | 1961               | 1971               | 1981               | 1991               | 2001               | 2011               |
| 0                  | 0                  | 151                | 105                | 104                | 97                 | 0                  | 0                  | 115                | 98                 | 76                 | 56                 | 46                 | 57                 | 56                 | n. a.              |